# Dalma Garden Mall
De Dalma Garden Mall (Armeens: Դալմա Գարդեն Մոլ) is een overdekt entertainment- en winkelcomplex in Armenië. Het bevindt zich 3 km verwijderd van het stadscentrum in de buurt van de heuvel Tsitsernakaberd in de Armeense hoofdstad Jerevan. Het is het eerste overdekte mega-winkelcentrum in Armenië.

## Geschiedenis
Dalma Garden Mall opende haar deuren in oktober 2012. Het winkelcentrum werd gebouwd door de "Tashir Group".

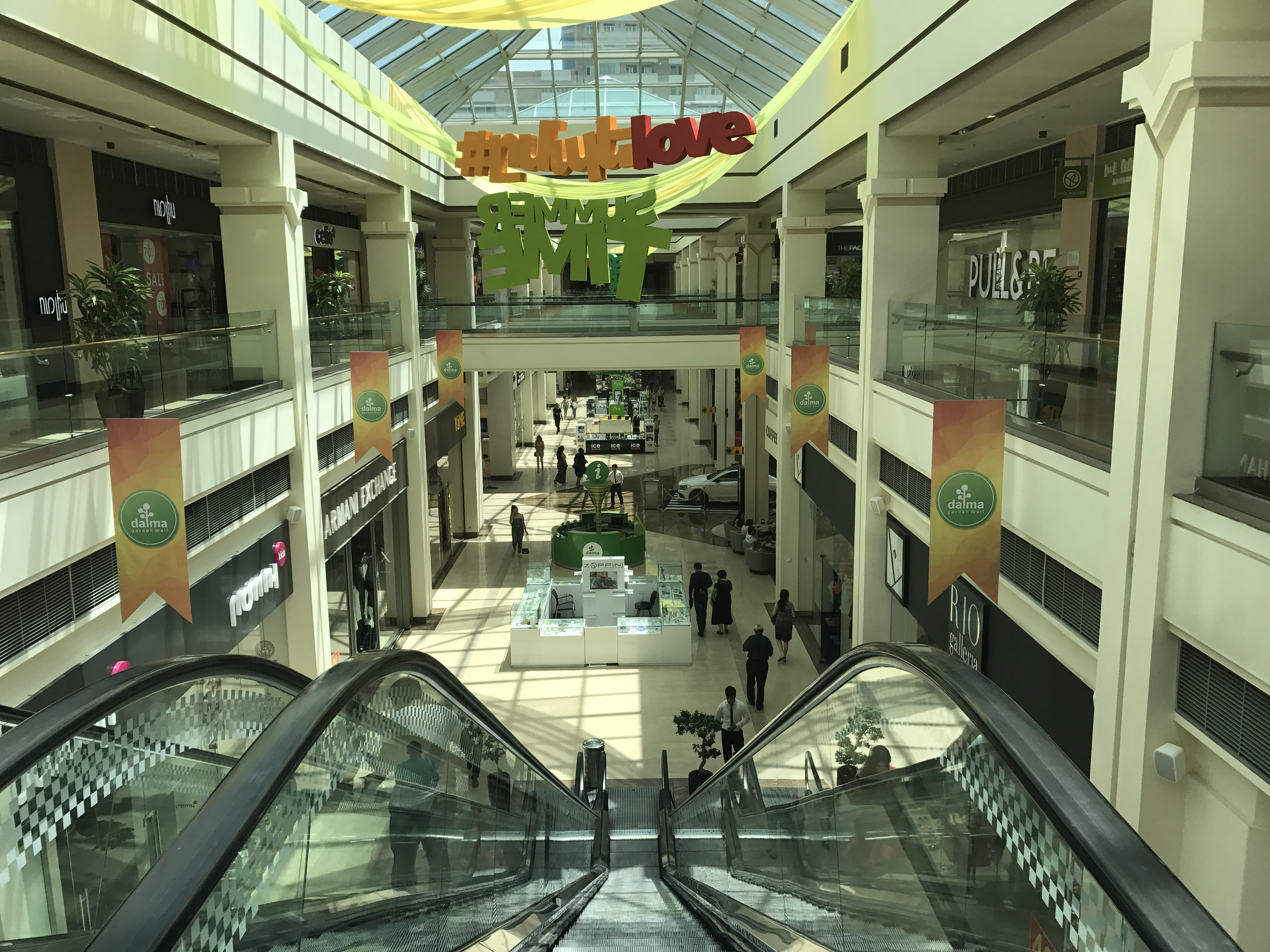

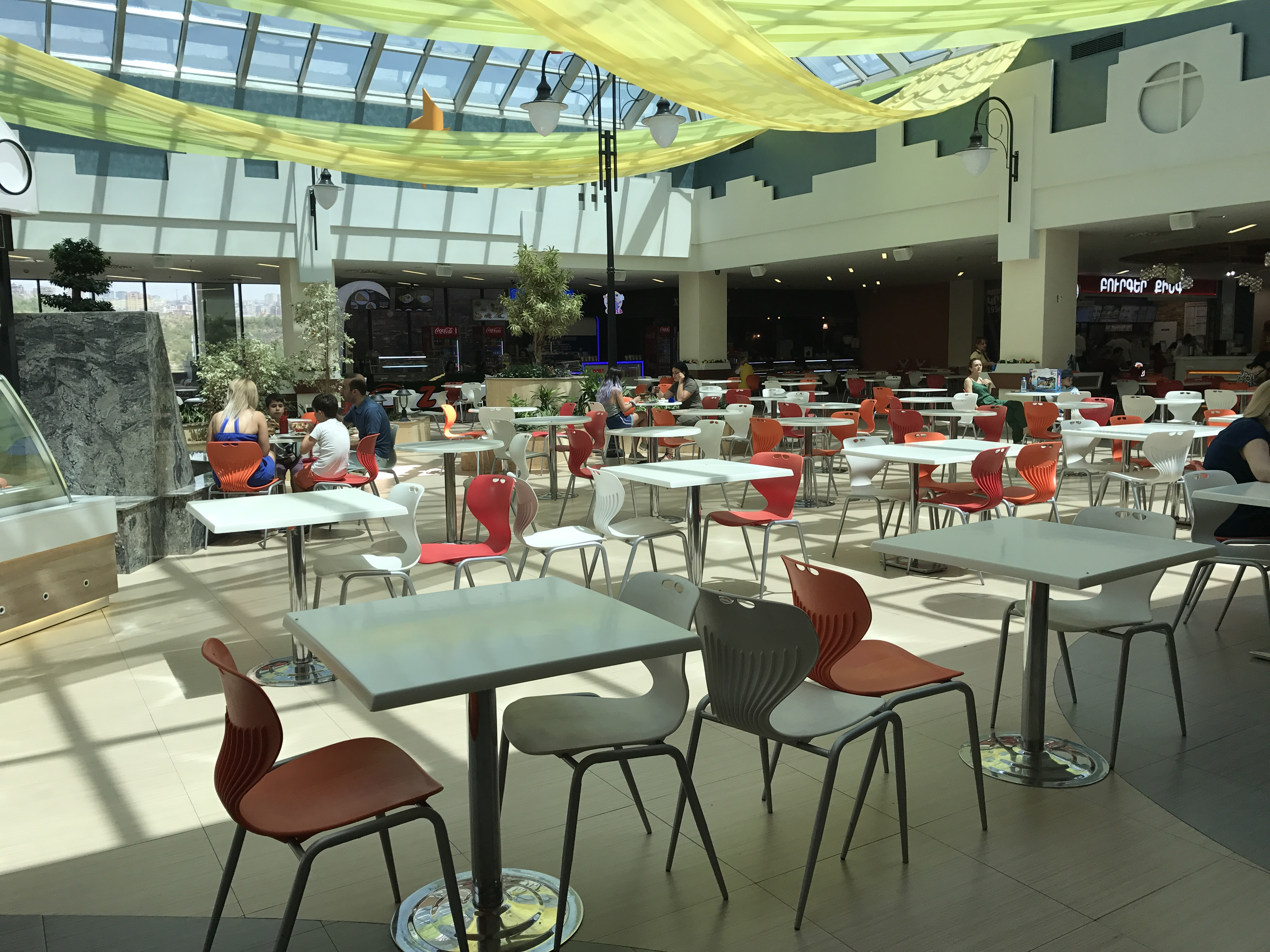
Dalma Garden Mall

## Diensten
De Dalma Garden Mall telt drie verdiepingen met circa honderd winkels. Er zijn onder andere een food court, supermarkt, apotheken, opticiens, elektronicawinkels, juweliers, boekenwinkels, en een kinderkapsalon.
Naast talloze winkels huist de Dalma Garden Mall verschillende entertainmentcentra zoals "PlayLab" en "Jump & Smile", een bowlingbaan, en multiplex bioscoop "Cinema Star". 
Het winkelcentrum is dagelijks geopend van 10:00 tot 22:00 uur.